# Jednostka regionalna Magnezja
Jednostka regionalna Magnezja (gr. Περιφερειακή ενότητα Μαγνησίας) – jednostka administracyjna Grecji w regionie Tesalia. Powołana do życia 1 stycznia 2011 w wyniku przyjęcia nowego podziału administracyjnego kraju. W 2021 roku liczyła 176 tys. mieszkańców.
W skład jednostki wchodzą gminy:
- Almiros (2),
- Notio Pilio (4),
- Rigas Fereos (5),
- Wolos (1),
- Zagora-Muresi (3).